# Pseudochondracanthus pseudorhombi
Pseudochondracanthus pseudorhombi – gatunek widłonoga z rodziny Chondracanthidae. Nazwa naukowa tego gatunku skorupiaków została opublikowana w 1939 roku przez japońskiego zoologa Satyu Yamaguti.